# Palazzo Diaconale di Santa Maria in Cosmedin

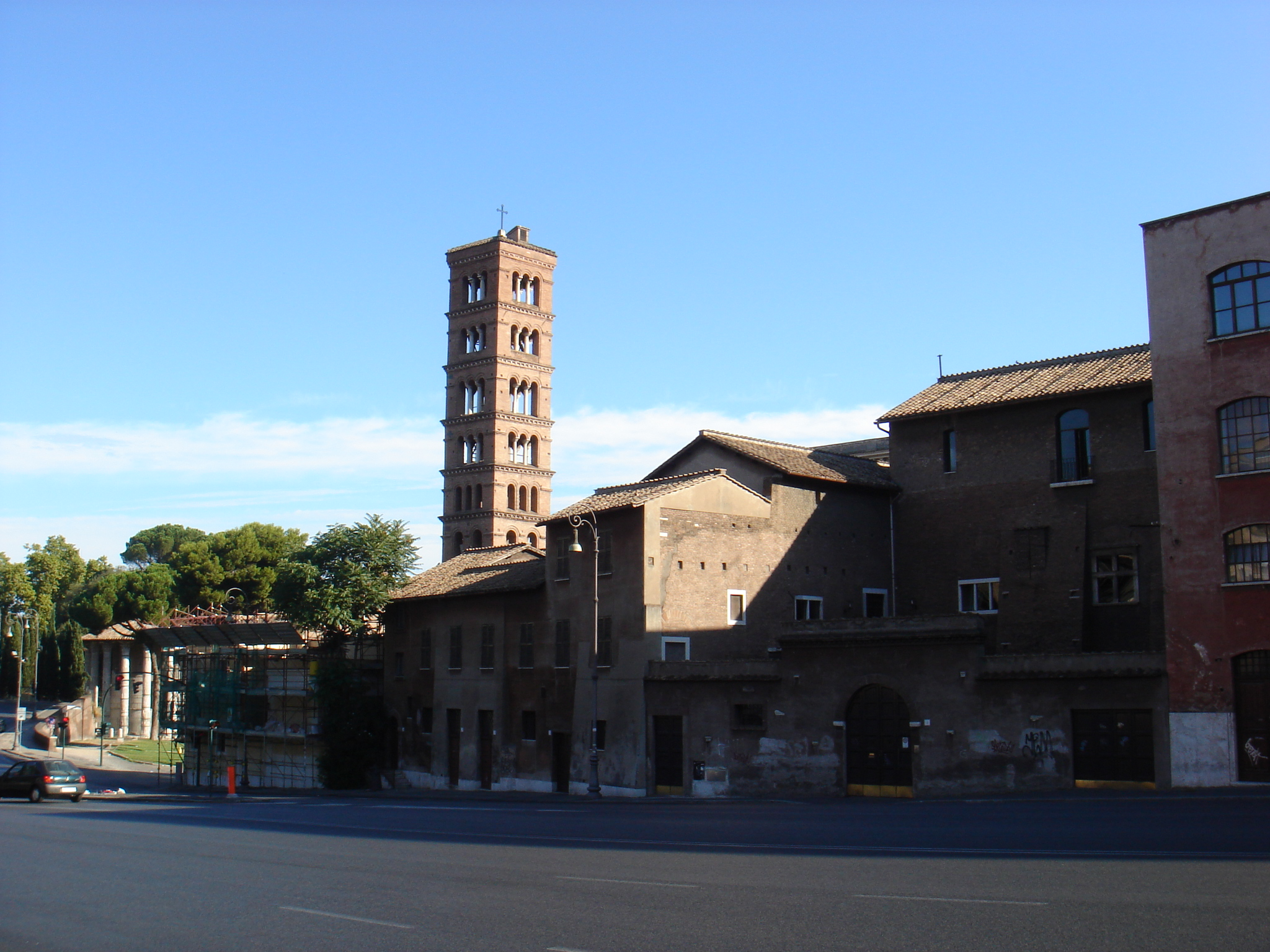
Vista do complexo de Santa Maria in Cosmedin, com o Palazzo Diaconale em primeiro plano.

Palazzo Diaconale di Santa Maria in Cosmedin, conhecido também como Palazzo Diaconale di Papa Niccolò I, é um antigo palácio localizado no interior do complexo da igreja de Santa Maria in Cosmedin, no número 4 da Via della Greca, no rione Ripa de Roma.

## História
Este antigo edifício passou por várias ampliações e transformações ao longo dos séculos, correpondentes às muitas fases pelas quais passou o complexo da igreja de Santa Maria. O papa Nicolau I (r. 858-867) determinou que, ao lado da basílica, fosse construído, juntamente com uma sacristia e um oratório (San Nicolò in Schola Graeca), um edifício para servir-lhe de moradia temporária, com um quarto, uma sala de recepções, salas de serviço e dormitórios para um corpo de guarda. Mas o papa não se limitou à construção de um simples edifício residencial: ele ordenou também que ele fosse fortificado e protegido por bastiões e uma muralha com adarve. Este é, na verdade, um dos primeiros exemplos de fortificação medieval em Roma, cronologicamente muito próximo da construção da Muralha Leonina. Contudo, não se sabe o motivo pelo qual o papa construiu um palácio pontifício neste local. Sabe-se, todavia, que os papas, que viviam de forma permanente no Palácio Laterano desde a época de Constantino, viveram de forma temporária em várias outras igrejas de Roma e este não foi uma exceção.
Na época de uma grande reforma da basílica de Santa Maria (1123), o palácio mudou de função e passou a ser a sede diaconal, o que reforçou a sua ligação com o complexo; neste período, de fato, foi construída uma escada ligando a basílica e o palácio. Entre 1294 e 1304, o cardeal Francesco Caetani, sobrinho do papa Bonifácio VIII, patrocinou uma nova reforma utilizando tijolos de tufello. As abóbadas de alguns recintos receberam pisos de madeira para criar novos ambientes, que foram, mais tarde, transformados num sótão (portanto, o teto atual não reproduz mais o aspecto original, talvez com merlões e terminando num tímpano em degraus: um tipo de cobertura comum na França, na Alemanha e na Itália setentrional e do qual restam poucos exemplos em Roma, como o Albergo dell'Orso e no Castello dei Caetani a Capo di Bove). Em 1435, os beneditinos assumiram o comando da basílica e do complexo, que utilizaram as estruturas vizinhas para hospedar, pelo menos durante os meses mais quentes propensos à transmissão da malária, o abade de San Paolo e seus monges. Por causa da necessidade de ambientes que normalmente constituíam um mosteiro de tradição antiga, foram construídos diversos novos edifícios, identificáveis por causa dos brasões, das abóbadas com lunetas e das janelas em cruz guelfa. A partir de 1513, quando o papa Leão X removeu os beneditinos e transformou a igreja numa colegiada, começou a decadência do complexo. Muitos ambientes do palácio foram abandonados ou parcialmente ocupados por estranhos, que os adaptaram aos mais variados fins. A muralha e o adarve foram demolidos e, em 1521, foi construída a escadaria de degraus largos para animais no lugar da escada monumental anterior, o que indica que os grandes ambientes do antigo palácio foram transformados em celeiros. Novas modificações foram realizadas em 1687 e 1923. Atualmente, o palácio é a sede da "Artistico-Operaia - Primaria Associazione Cattolica".
Em 1967, o complexo foi entregue pelo papa Paulo VI à Igreja Greco-Católica Melquita e é habitado pelos monges da ordem basiliana do Santíssimo Salvador dos Melquitas.